# Председничка кампања Џоа Бајдена 2020.
Дана 25. априла 2019. године, бивши потпредседник Џо Бајден објавио је видео у којем најављује своју кандидатуру на председничким изборима Демократске странке 2020. Дана 3. новембра 2020, Бајден и његова потпредседница Камала Харис победили су актуелног републиканског председника Доналда Трампа и потпредседника Мајка Пенса на општим изборима.
Бајден, потпредседник Сједињених Држава од 2009. до 2017. и претходно амерички сенатор из Делавера од 1973. до 2009. године, био је предмет широко распрострањених спекулација као потенцијални кандидат за 2020. након што је одбио да буде кандидат 2016. године. Његове позиције у кампањи 2020. укључивале су кодификовање Роу против Вејда у статут, стварање јавне опције за здравствено осигурање, декриминализацију рекреативног канабиса, доношење Закона о једнакости, обезбеђивање комуналног колеџа без школарине и усвајање климатског плана вредног 1,7 билиона долара који обухвата оквир зелених Нови курс. Бајден је подржао регулисање фракинга за разлику од потпуне забране те праксе.
Бајден је у трку ушао са веома високим признањем имена. Од најаве кампање до почетка избора, генерално се сматрао фаворитом демократа. Водио је већину националних анкета до 2019. године, али се није рангирао као један од три најбоља кандидата ни на посланичким изборима у Ајови ни на предизборима у Њу Хемпширу. Након што није испунио очекивања у тим такмичењима, претрпео је пад у анкетама и изгубио је статус фаворита од Бернија Сандерса. Бајден је почео да се враћа након што је освојио друго место у посланичким клубовима у Невади, а 29. фебруара 2020. освојио је убедљиву победу на предизборима Демократске странке у Јужној Каролини, што је појачало његову кампању. У марту, десет Бајденових бивших конкурената га је подржало, чиме је укупан број таквих препорука порастао на дванаест. Бајден је у супер уторак зарадио довољно делегата да би могао да престигне Сандерса. Осмог априла, након што је Сандерс суспендовао своју кампању, Бајден је постао претпостављени демократски председнички кандидат.
У јуну, Бајден је достигао потребан број делегата да постане кандидат. Бајден је 11. августа најавио да ће амерички сенатор Харис бити његов потпредседнички кандидат. 18. и 19. августа, Бајден и Харис су званично номиновани на Демократској националној конвенцији. За изборе 2020, спроведена национална истраживања јавног мњења генерално су показала да је Бајден води над Трампом. На дан избора, листа Бајден-Харис је победила листу Трамп-Пенс. Бајден и Харис су победили на изборима са разликом од 306-232 електорских гласова. Бајден и Харис положили су заклетву 20. јануара 2021. године.

## Кампања

### Најава
Дана 17. марта 2019, на вечери у Доверу у Делаверу, Бајден је случајно открио да ће се кандидовати за председника 2020.
Атлантик је 19. априла 2019. известио да је Бајден планирао да званично објави своју кампању пет дана касније путем видео најаве, након чега ће уследити скуп у Филаделфији, Пенсилванија, или Шарлотсвилу у Вирџинији. Каснији извештаји су показали да су Бајденови планови остали неизвесни, без познатог датума лансирања, локација за предизборне скупове или дозвола за догађај у Филаделфији. Дана 23. априла објављено је да ће Бајден формално ући у трку два дана касније.
Бајден је 25. априла 2019. објавио видео у којем најављује своју кандидатуру за председника Сједињених Држава. Након тронедељне турнеје, Бајден је одржао предизборни скуп у Филаделфији 18. маја 2019.
22. маја магазин Ебони је известио да је Бајден почео да окупља свој тим за председничку кампању 2020, са седиштем у Филаделфији. У његовом тиму су били менаџер кампање Грег Шулц и директор за стратешке комуникације Камау Мандела Маршал, који су претходно радили у Обаминој администрацији, као и други виши саветници из Обамине администрације.  Поред тога, 31. маја Бајденова кампања је објавила да ће се конгресмен Седрик Ричмонд придружити кампањи као национални копредседавајући. 

### Потпредседничко саопштење и демократска конвенција
Петог августа је објављено да ће Бајден прихватити демократску номинацију из своје матичне државе Делавер због пандемије.
Бајден је 11. августа најавио да ће Камала Харис бити његова кандидаткиња. Следећег дана, њих двоје су се први пут заједно појавили у јавности промовишући своје заједничке кампање.
Дана 18. августа, друге ноћи Демократске националне конвенције 2020, странка је званично номиновала Бајдена, чиме је постао прва жена потпредседник који није био на функцији који је био номинован за председника од Волтера Мондејла 1984. године. Харис је 19. августа номинована за потпредседницу, чиме је постала прва Американка Азије и прва Афроамериканка која је номинована за потпредседника на листи главне странке. Бајден је прихватио номинацију две ноћи касније. Крис Волас из Фокс њуза Сандеј назвао је Бајденов говор о прихватању „изузетно делотворним“ и рекао да је „пробушио велику рупу“ у Трамповој карактеризацији кандидата као „ментално убијеног“. Током конвенције, делегати су усвојили партијску платформу, коју је израдио комитет многих истих људи из радних група јединства, а на основу препорука тих радних група.

## Примарни избори

### Табела
Кандидати на примарним изборима сортирани по броју делегата:
| Кандидат | Кандидат       | Последња функција                  | Повукао кандидатуру | Бр. делегата       | Бр. гласова         | Освојене државе | Лого |
| -------- | -------------- | ---------------------------------- | ------------------- | ------------------ | ------------------- | --------------- | ---- |
|          | Џо Бајден      | Потпредседник САД                  | Номинован           | 2.720              | 18.431.136 (51.48%) | 46              |      |
|          | Берни Сандерс  | Сенатор из Вермонта                | 8. април 2020.      | 1.114              | 9.679.213 (26,63%)  | 9               |      |
|          | Елизабет Ворен | Сенатор из Масачусетса             | 5. март 2020.       | 61                 | 2.780.873 (7,77%)   | 0               |      |
|          | Мајкл Блумберг | Градоначелник Њујорка              | 4. март 2020.       | 49                 | 2.475.130 (6,92%)   | 1               |      |
|          | Пит Бутиџиџ    | Градоначелник Саут Бенда           | 1. март 2020.       | 24                 | 912.214 (2,55%)     | 1               |      |
|          | Ејми Клобушар  | Сенатор из Минесоте                | 2. март 2020.       | 7                  | 524.400 (1,47%)     | 0               |      |
|          | Тулси Габард   | Члан Представничког дома из Хаваја | 19. март 2020.      | 2                  | 273.940 (0,76%)     | 0               |      |
| Укупно   | Укупно         | Укупно                             | Укупно              | 3.979 (2 неважећа) | 35.076.906          | 57              |      |
|          |                |                                    |                     |                    |                     |                 |      |

## Подршке

### Подршке из САД
- Џими Картер
- Бил Клинтон
- Барак Обама
- Ал Гор
- Волтер Мондејл
- Мадлен Олбрајт
- Хулијан Кастро
- Хилари Клинтон
- Џон Кери
- Каролајн Кенеди
- Весли Кларк
- Бил Велд (републиканац)
- Стив Булок
- Ендру Куомо
- Нед Ламонт
- Гавин Њусом
- Фил Скот
- Гречен Витмер
- Хауард Дин
- Џон Хикенлупер
- Џон Кејсик (републиканац)
- Том Штејер
- Марк Кубан
- Ендру Јанг

### Подршке ван САД
- Алберто Фернандез
- Тони Блер
- Махмуд Абас
- Зоран Милановић
- Дејвид Камерон
- Аљбин Курти
- Ево Моралес
- Петро Порошенко
- Доналд Туск
- Ноам Чомски